# Karl Christian von Langsdorf
Karl Christian von Langsdorf (ou Carl Christian von Langsdorff) (né le 18 mai 1757 à Nauheim ; décédé le 10 juin 1834 à Heidelberg) était un mathématicien, géologue, biologiste et ingénieur allemand.

## Étudiants
- Martin Ohm
- Christian Ernst Wendt
- Georg Ohm

## Travaux
En allemand :
- Erläuterungen der Kästnerschen Analysis endlicher Größen, 1776–1777
- Drey oekonomisch-physikalisch-mathematische Abhandlungen, 1785
- Physisch-mathematische Abhandlungen über Gegenstände der Wärmelehre, 1796
- Handbuch der Maschinenlehre für Praktiker und akademische Lehrer, 1797
- Lehrbuch der Hydraulik mit beständiger Rücksicht auf die Erfahrung, 1794–1796
- Der Strumpfwirkerstuhl und sein Gebrauch, 1805
- Erläuterung höchstwichtiger Lehren der Technologie, 1807
- Principia calculi differentialis a fundamentis novis iisque solidioribus deducta (= Neue und gründlichere Darstellung der Prinzipien der Differentialrechnung), 1807
- Über Newtons, Eulers, Kästners und Konsorten Pfuschereien in der Mathematik, 1807
- Arithmetische Abhandlungen über juristische, staats- und forstwirthschaftliche Fragen, Mortalität, Bevölkerung und chronologische Bestimmungen, 1810